# Moriz Sutermeister
Moriz oder Moritz Sutermeister (* 1836 in Zofingen; † Juni 1910 in Zürich) war ein Schweizer Giesser, Mechaniker und Autor von Sachliteratur.

## Leben
Sutermeisters Eltern waren Elisabeth Plüss und der Obermüller Wilhelm Sutermeister. Er war ein Grossneffe des Zofinger Grenadier-Hauptmannes Johann Jakob Plüss.
Er verbrachte seine Lehrzeit in Unterstrass und liess sich auch in Italien und Frankreich ausbilden. 1860 gründete er in Aarau eine Glocken- und Metallgiesserei. 1861 goss er für die Filialkirche in Langnau bei Reiden seine erste Glocke. Zuletzt arbeitete er in der Färberei im Zofinger Riedtal.
Er befasste sich in seinen Schriften mit Geschichte, insbesondere der Glockengiesserei.
Sutermeister war verheiratet und hatte vier Kinder.

## Schriften
- Hin- und Rückflug der Brieftauben: Anleitung z. Drainirg. 1891.
- Neue Luftschiffahrt. In: Illustrierte schweizerische Handwerker-Zeitung. 13/2, 1897, doi:10.5169/seals-578937.
- Die Glocken von Zürich. Die Glockengießer, Glocken und Gießstätten im alten und neuen Zürich. 1898.
- Quai-Bürkli. Aus dem Leben des Nationalrat Dr. Arnold Bürkli-Ziegler, Schöpfer der Quai-Anlagen in Zürich. 1899.
- Nationalrat Dr. A. Bürkli-Ziegler. In: Illustrierte schweizerische Handwerker-Zeitung. 15/15, 1899, doi:10.5169/seals-576701.
- Als Herausgeber: Grenadier-Hauptmann Johann Jakob Plüss von Zofingen. Erlebnisse in piemontesischem, schweizerischem und französischem Kriegsdienste und während sechsjähriger spanischer und englischer Kriegsgefangenschaft. 1900.
- Die Glocken von St. Jakob in Zürich-Aussersihl. 1900–1901.
- Der Esel als Zugthier. 1901.
- Berühmte Menschen. Kurze Lebensbeschreibungen. 1901.
- Glockenchronik der Klosterkirche in St. Gallen. 1901.
- Der Obermaschinist. In: Am häuslichen Herd. In: Schweizerische illustrierte Monatsschrift. 5/7, 1901–1902, doi:10.5169/seals-663343,
- Die Glockengießerei im Kanton Graubünden. In: Der freie Rhätier. 1903, Nr. 209.
- Die Glocken von Zofingen. 1903 (Manuskripte online).
- Die Glocken-Königin der Schweiz gehört in die Stadt Zürich. 1904.
- Schweizer Glockengießerinnen. In: Die Schweiz. Schweizerische illustrierte Zeitschrift. Band 11, 1907, S. 359–360, doi:10.5169/seals-575624.

Er verfasste auch Kurzbiografien für das Schweizerische Künstler-Lexikon.